# Sybra oreora
Sybra oreora là một loài bọ cánh cứng trong họ Cerambycidae.